# Concerto para violino (Mendelssohn)

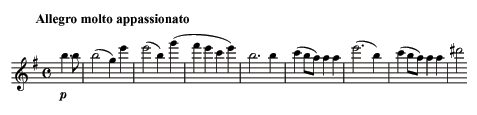
Tema de abertura do concerto.

O Concerto para violino, escrito na tonalidade de mi menor e catalogado como seu opus 64, é a maior obra orquestral de Felix Mendelssohn.
Depois de assumir o cargo de principal diretor da orquestra do Gewandhaus de Leipzig em 1835, Mendelssohn nomeou seu amigo de infância, Ferdinand David, um ilustre violinista, como mestre de concertos. O concerto para violino surgiu como uma colaboração entre ambos. Em carta de 30 de julho de 1838, Mendelssohn disse a David: "Eu gostaria de escrever um concerto para violino para você no próximo inverno. Já tenho uma ideia para um em mi menor, cuja abertura não deixa minha cabeça descansar".
Passaram-se seis anos para que a obra fosse completada. Foram aventadas várias hipóteses para justificar a demora: dúvidas do autor, a criação neste intervalo de uma sinfonia, e uma indesejada temporada em Berlim por ordem do rei Frederico Guilherme IV da Prússia. Neste período Mendelssohn e David mantiveram uma correspondência regular, mostrando o compositor a buscar aconselhamento técnico e estético, uma prática que depois se tornou habitual para outros compositores.
Foi orquestrado para duas flautas, dois oboés, dois clarinetes, dois fagotes, dois cornes franceses, dois trompetes, tímpanos e cordas. Organizado na forma clássica de três movimentos, trouxe, não obstante, várias inovações para o gênero, incluindo a entrada antecipada do solista e um encadeamento melódico e harmônico entre os movimentos, que devem ser tocados sem pausa entre eles. Os dois movimentos externos são muito exigentes em termos técnicos, com numerosas passagens de bravura, embora o virtuosismo em si não fosse um objetivo para o compositor. As cadenzas são escritas por extenso, deixando muito pouco espaço para a improvisação do solista, como era habitual.
A estreia ocorreu em Leipzig em 13 de março de 1845, com David como solista e Niels Gade na regência. A recepção da obra foi entusiástica, e no fim do século já era considerado um dos maiores concertos do repertório violinístico. Passou a ser visto como um degrau inescapável na carreira de todo violinista que almejasse o sucesso, multiplicando-se os recitais e gravações. Hoje é considerado uma das principais composições de Mendelssohn e um dos mais importantes exemplos de seu gênero, continuando a desfrutar de grande popularidade.

## Movimentos
O concerto consiste em três movimentos, nos seguintes andamentos:
1. Allegro molto appassionato (Mi menor)
2. Andante (Dó maior – Lá menor)
3. Allegretto ma non troppo – Allegro molto vivace (Mi maior)

### Allegro molto appassionato
12 a 14 minutos
Estruturado na forma sonata, com uma exposição do tema principal, elaboração e recapitulação, à qual se segue uma coda.

### Andante
7 a 9 minutos
Uma peça lírica que lembra o estilo das Canções sem Palavras do compositor.

### Allegretto ma non troppo – Allegro molto vivace
6 a 7 minutos
Uma breve transição leva ao movimento final, construído como um rondò-sonata, aproveitando material precedente em novas elaborações combinadas a um tema secundário.

## Gravações
Dentre a vasta discografia que contém gravações do concerto, há algumas que se destacaram ao receber prêmios e resenhas relevantes:
- 1964: Josef Suk (violino), Czech Philharmonic, Karel Ančerl (regente), Supraphon – "Altamente recomendada" pelo Gramophone Classical Music Guide, 2010
- 1981: Kyung-Wha Chung (violino), Montreal Symphony Orchestra, Charles Dutoit (regente), Decca – "4 estrelas" pelo Penguin Guide
- 1993: Anne Akiko Meyers (violino), Philharmonia Orchestra, Andrew Litton, (regente), RCA Red Seal – "Arrebatadora é sua interpretação" pelo Gramophone
- 1998: Robert McDuffie (violino), Scottish Chamber Orchestra, Joseph Swensen (regente), Telarc – "Rosette" pelo Penguin Guide
- 2007: Daniel Hope (violino), Chamber Orchestra of Europe, Thomas Hengelbrock (regente), Deutsche Grammophon – "10/10" pelo Classicstoday.com; "Gravação altamente recomendada" pela Gramophone magazine, Abril de 2014
- 2010: Hilary Hahn (violino), Oslo Philharmonic, Hugh Wolff (regente), Sony Recording
- 2010: James Ehnes (violino), Philharmonia Orchestra, Vladimir Ashkenazy (regente), Onyx – "Escolha do Editor" pela Gramophone magazine, Fevereiro de 2011; "Gravação recomendada" pela ClassicFM; No. 1 Mendelssohn Top Recording, Gramophone, Fevereiro de 2016
- 2011: Ray Chen (violino), Swedish Radio Symphony Orchestra, Daniel Harding (regente), Sony Classical – "Disco do mês" pela Gramophone magazine, Junho de 2012
- 2012: Philippe Quint (violino), Orquesta Sinfónica de Minería, Carlos Miguel Prieto (regente) – "Escolha do Editor" pela Gramophone magazine, Fevereiro de 2012